# Futbol'nyj Klub Torpedo Vladimir
Il Torpedo Vladimir, ufficialmente Futbol'nyj Klub Torpedo Vladimir (in russo Футбольный клуб Торпедо Владимир?), è una società calcistica russa con sede a Vladimir.

## Storia

### Unione Sovietica
Fondata nel 1959 col nome di Trud, nello stesso anno partecipò alla Klass B, seconda serie del Campionato sovietico di calcio; l'anno seguente cambiò nome in Traktor. Rimase in Klass B fino al termine della stagione 1962, quando, con la riforma dei campionati sovietici, la stessa divenne terza serie e la squadra retrocesse. Nel 1969 cambiò nome in Motor; al termine della stessa stagione la riforma dei campionati sovietici il club ad una nuova retrocessione, con la Klass B che divenne quarta serie.
L'anno seguente vinse il proprio girone e fu promosso in Vtoraja Liga. Nel 1973 cambiò nome in Torpedo; l'anno seguente vinse il proprio girone, ma fu eliminato dalla corsa promozione nelle semifinali play-off. Nel 1975 la storia si ripeté: finì primo nel proprio girone (a pari merito con Dinamo Machačkala e Terek Groznyj), ma perse le semifinali dei play-off. Rimase così in Vtoraja Liga fino all'ultima stagione del campionato sovietico nel 1991.

### Russia
Con la fine dell'Unione Sovietica e la nascita del campionato russo di calcio fu collocato in Pervaja Liga, la seconda serie; dopo tre stagioni, nel 1994 finì al diciannovesimo posto, retrocedendo in terza serie. L'anno seguente andò incontro ad una nuova retrocessione, finendo in Tret'ja Liga. Rimase in quella che era la quarta serie professionistica del campionato fino al 1997, anno in cui la categoria fu chiusa.
Tornato così in terza serie, il club riuscì nel 2004 a vincere il proprio girone, ottenendo la promozione in Pervyj divizion: all'inizio della stagione 2005, però, rinunciò all'iscrizione, continuando a disputare la Pervenstvo Professional'noj Futbol'noj Ligi. Nel 2010 la squadra vinse nuovamente il proprio girone e stavolta riuscì a disputare la neonata PFN Ligi: dopo una salvezza sul campo, però, il club rinunciò ad iscriversi ai campionati professionisti, disputato il campionato dilettanti (Girone dell'Anello d'Oro). Nella stagione seguente il club riottenne la licenza professionistica, tornando a disputare la Vtoroj divizion.

## Palmarès

### Competizioni nazionali
- Vtoraja Liga: 4

1966 (Girone 2 russo), 1969 (Girone 1 russo), 1974 (Girone 3), 1975 (Girone 3)
- Vtoraja Nizšaja Liga: 1

1970 (Girone 1 russo)
- Pervenstvo Professional'noj Futbol'noj Ligi: 2

2004 (Girone Ovest), 2010 (Girone Ovest)

## Statistiche e record

### Partecipazione ai campionati

#### Unione Sovietica
| Livello | Categoria    | Partecipazioni | Debutto | Ultima stagione | Totale |
| ------- | ------------ | -------------- | ------- | --------------- | ------ |
| 2º      | Klass B      | 4              | 1959    | 1962            | 4      |
| 3º      | Klass B      | 7              | 1963    | 1969            | 26     |
| 3º      | Vtoraja Liga | 19             | 1971    | 1991            | 26     |
| 4º      | Klass B      | 1              | 1969    | 1969            | 1      |

#### Russia
| Livello | Categoria       | Partecipazioni | Debutto   | Ultima stagione | Totale |
| ------- | --------------- | -------------- | --------- | --------------- | ------ |
| 2º      | Pervaja Liga    | 3              | 1992      | 1995            | 3      |
| 2º      | PFN Ligi        | 1              | 2011-2012 | 2011-2012       | 3      |
| 3º      | Vtoraja liga    | 1              | 1995      | 1995            | 22     |
| 3º      | Vtoroj divizion | 13             | 1998      | 2010            | 22     |
| 3º      | PPF Ligi        | 8              | 2013-2014 | 2020-2021       | 22     |
| 4º      | Tret'ja Liga    | 2              | 1996      | 1997            | 2      |